# Підгорянський ботанічний заказник
Підгоря́нський зака́зник — ботанічний заказник місцевого значення в Україні. Розташований на північний захід від села Підгора Тернопільського району Тернопільської області, в межах лісового урочища «Дача Теребовлянська». 
Площа — 8 га. Створений відповідно до рішення Тернопільської обласної ради від 18 березня 1994 року. Перебуває у віданні Теребовлянського лісництва ДП «Тернопільське лісове господарство» (Теребовлянське лісництво, у кв. 104, вид. 6). 
Під охороною — лучно-степові фітоценози на стрімкому лівому березі річки Серет. Особливо цінний горицвіт весняний — вид, занесений до «Переліку рідкісних і таких, що перебувають під загрозою зникнення, видів рослинного світу на території Тернопільської області». Місце оселення корисної ентомофауни.